# Тучков, Сергей Алексеевич
Серге́й Алексе́евич Тучко́в (1 [12] октября 1767; Санкт-Петербург — 3 [15] февраля 1839, Москва) — генерал-лейтенант, сенатор из рода Тучковых. Масон, казначей кишинёвской ложи «Овидий». Даровитый поэт. Автор прототипа первой русской военной энциклопедии — «Военного словаря».

## Биография
Родился в дворянской семье, третий из пятерых братьев (Николай, Алексей, Павел, Александр).
- 15 февраля 1773 — записан фурьером во 2-й фузилёрный полк.
- 4 июля 1783 — принят на действительную службу во 2-й фузилёрный полк сержантом.
- 14 июля 1783[4] — штык-юнкер.
- 3 марта 1785 — подпоручик.
- 19 января 1789[5] — капитан артиллерии из флигель-адъютантов при ген.-поручике инженерного корпуса.
- 1788—1790 — участник Русско-шведской войны. Находясь на гребной флотилии, командовал ротой и батальоном морской артиллерии, за отличия в боях произведён в капитан-поручики и капитаны.
- 13—14 августа 1789 — участвовал в морском сражении при Роченсальме, был ранен картечью в руку, ногу и голову, контужен. Награждён Золотой шпагой.
- Начало 1794 — в чине капитана сформировал конно-артиллерийский батальон.
- 12 апреля 1794 — в начале Польского восстания пробился со своей частью из окружения в г. Вильна и соединился с отрядом генерал-поручика Игельстрома, вывезя 11 орудий и выведя 2313 человек личного состава.
- 19 мая 1794 — награждён Орденом Св. Георгия 4-й степени.
- За участие при взятии Вильны награждён Орденом Св. Владимира 3-й степени.
- 28 июня 1796 — премьер-майор, за отличие в штурме Праги.
- 1796 — майор 3-й роты конной артиллерии.

    

Доколе, Господи, доколе

Пребудет зрак твой отвращен?

Доколе я в несчастной доле

Тобой остануся забвен?

Доколе положу советы

Я в сердце и в душе моей!

Доколе скорби и наветы

И день и нощь пребудут в ней?

Доколе враг мой вознесется

Еще, о Господи! над мной?

Мой глас к тебе да принесется,

Услышь его, о Боже мой!

Тобою свыше просветяся,

Да никогда усну во смерть!

Не дай врагу рещи, гордяся:

«Возмог я рог его сотерть!»

Стужающи возвеселятся,

Егда подвигнусь я от них,

Но мысли ввек не пременятся

В надежде милостей твоих.

Весельем сердце облечется,

Что душу спас Господь во мне,

И имя громко воспоется

Благодеявша Бога мне!
- 1796—1797 — Русско-персидская война
- 1797 — произведён в подполковники за отличие при взятии Дербента.
- 11 декабря 1797 — произведён в полковники за отличие в сражении с персидскими войсками на реке Иори.
- 8 июля 1798 — командир Фанагорийского гренадерского полка.
- 10 ноября 1798 — произведён в генерал-майоры за усмирение восставших горских племён на границах Грузии с назначением шефом Кавказского гренадерского полка.
- 21 апреля 1799 — разбил мятежных черкесов и кабардинцев в Тагаурском урочище.
- 1802 — глава гражданской администрации в только что присоединённой к России Грузии.
- 1804 — Участвовал в штурме Гянджи, блокаде Эривани, взял штурмом Эчмиадзин.
- 18 ноября 1804 — вышел в отставку.
- 24 августа 1806 — шеф Камчатского мушкетерского полка с переводом в Молдавскую армию.
- 27 сентября 1806 — командир 2-й бригады 16-й дивизии.
- 1808 — участвовал в боевых действиях с турками.
- 1810 — отдан под следствие по обвинению в преднамеренном отступлении от Силистрии.
- 1810 — дежурный генерал Молдавской армии.
- 4 февраля 1811 — командующий 16-й дивизией.
- 19 марта 1812 — начальник 22-й пехотной дивизии.
- 15 июня 1812 — назначен дежурным генералом Дунайской армии. Принял участие в наступлении к Брест-Литовску.
- Октябрь 1812 — по приказу П. В. Чичагова, 3 ноября 1812 возглавил 2-й резервный корпус в районе Мозыря, совершил марш к Борисову и успел принять участие в боях на Березине.
- конец 1812 — отстранён от должности командующего корпусом и отдан под суд по обвинению в разграблении войсками его корпуса имения польских князей Радзивиллов и в присвоении им лично денежных средств.
- 1813 — Участвовал в осаде Модлина и Магдебурга.
- 30 августа 1814 — следствие в отношении Тучкова прекращено приказом императора.
- Июль 1826 — военный губернатор Бабадагской области.
- 27 декабря 1830 — градоначальник Измаила. Близ Измаила основал город Тучков.
- 1836 — вышел в отставку по болезни.

Тучков был, действительно, человеком, беседы которого могли быть исполнены захватывающего интереса: опытный военный и администратор, человек, лично знакомый с большинством выдающихся военных и государственных деятелей конца XVIII в., участник войн со Швецией, Турцией, в Польше и на Кавказе, довольно одаренный литератор, Тучков лично знал Радищева (Ю. М. Лотман).
Скончался в Москве в 1839 году. Похоронен в Новодевичьем монастыре. Могила уничтожена в советское время.

## Память
Памятник С. А. Тучкову был поставлен в Измаиле (демонтирован 11 июня 2024 года украинскими властями).

## Награды
- Золотая шпага «За храбрость» (1789)
- Орден Святого Георгия 4-й степени (19.05.1794)
- Орден Святого Владимира 3-й степени (07.10.1796)
- Крест «За взятие Праги» (1795)
- Орден Святой Анны 2-й степени (7.02.1797); алмазные знаки к ордену
- Орден Святого Владимира 2-й степени (22.05.1828)
- Орден Белого орла (28.01.1834)
- Серебряная медаль «В память Отечественной войны 1812 года»
- Медаль «За турецкую войну»

## Сочинения
- Военный словарь (М., 1818, переиздан в 2008)
- Собрание сочинений и переводов в стихах С. Тучкова (М., 1797).
- Сочинения и переводы С. Тучкова (ч. 1—4. СПб., 1816—1817).
- Признание или Открытая тайна. Одесса, 1833